# Butão nos Jogos Olímpicos de Verão de 2004
Butão competiu nos Jogos Olímpicos de Verão de 2004, em Atenas, na Grécia.